# جوستين رينولدز
جوستين رينولدز (12 ديسمبر 1988 في الولايات المتحدة - ) (بالإنجليزية: Justin Reynolds)‏ هو لاعب كرة سلة أمريكي في مركز هجوم قوي الجسم. لعب مع KK Torus ‏.

## وصلات خارجية
- جوستين رينولدز على موقع كرة السلة الأوروبية.كوم (الإنجليزية)
- جوستين رينولدز على موقع ريلجم (الإنجليزية)
- جوستين رينولدز على موقع بروبوليرز (الإنجليزية)